# Dan Diaconescu
Dan Cristian Diaconescu (n. 9 decembrie 1967, Caracal) este un ziarist român, politician, prezentator, fondator al televiziunilor OTV și DDTV. Este absolvent al Facultății de Mecanică din cadrul Institutului Politehnic din București.. În 2010, el a format Partidul Poporului - Dan Diaconescu.

## Biografie
Diaconescu a devenit celebru datorită emisiunii Dan Diaconescu Direct de pe OTV și serialului Elodia care s-a desfășurat în 2008-2009, în timpul căruia avocata cu același nume, dispărută în urma unei presupuse crime, era căutată de autorități și reporterii OTV. Diaconescu a fost reținut în iunie 2010 de Direcția Națională Anticorupție, sub suspiciunea de șantaj. Diaconescu/OTV a fost învinuit de a-i fi cerut bani primarului unei comune din Ardeal, în schimbul nepublicării unor date compromițătoare.
Diaconescu a fondat, la 29 noiembrie 2010, Partidul Poporului - Dan Diaconescu, ideea înfințării acestui partid plecând de la un cetățean cu reședința la Cugir. El a activat, în alegerile locale din 2012, promovându-și candidații și criticând pe cei ai partidelor post-decembriste, sub îndemnul "Jos ciocoiul din primărie". 
Diaconescu a fost desemnat să candideze pentru un mandat de deputat de Gorj, în colegiul electoral 1, contra-candidatul său fiind premierul de atunci, Victor Ponta. A pierdut alegerile și a ratat intrarea în Parlament la redistribuire. Prin urmare, a anunțat retragerea din politică.

## Candidat la președinția României
În septembrie 2014 și-a depus candidatura pentru alegerile prezidențiale din noiembrie, fiind susținut de Partidul Poporului - Dan Diaconescu. Ocupă poziția a treia pe buletinul de vot.
Conform rezultatelor finale ale alegerilor pentru președinția României din noiembrie 2014, candidatul Dan Diaconescu a obținut în primul tur de scrutin (organizat în ziua de duminică, 2 noiembrie 2014) un număr de 382.526 voturi din numărul total de 9.723.232, terminând pe locul 6 din 14, cumulând circa 4,03% din toate voturile exprimate și validate.

## Activitate profesională
- 1990—1992: șef secție „Curierul Național”
- 1992, premiul Fundației Umaniste „Dan Voiculescu”
- 1992—1995: director general „Jurnalul Național”
- 1992—1996: director Jurnalul SF[5]
- 1995—2012: director cotidianul „Oglinda”
- 1997—1998, realizator TV „Supernova”
- 1998, premiul „Pamfil Șeicaru”
- 1998—2000, director „Cotidianul”
- 1998—2000, realizator Tele 7 abc
- 1999, premiul pentru talk show de televiziune, Gala APTR
- 1999, premiul pentru televiziune, cotidianul „Dimineața”
- 2000, premiul pentru televiziune, cotidianul „Ultima Oră”
- 2001, premiul „Media 2001”, Radio Brașov
- 2001, premiul pentru cel mai bun talk-show de televiziune, Gala Radio România[1]

## Controverse

### Oltchim
În luna septembrie a anului 2012 el a câștigat licitația prin care era scos la vânzare combinatul Oltchim, dar la data de 1 octombrie Guvernul Victor Ponta i-a anulat licența, motivând că acesta nu a făcut dovada că dispune de 45.000.000 de euro pentru acțiunile combinatului.

### OTV
OTV era de două ori supus retragerii licenței de către Consiliul Național al Audiovizualului (CNA), prima oară în 2002 pentru rasism și atitudini antisemite, a doua în ianuarie 2013, după ce OTV nu a reușit să plătească amenzile aplicate de CNA pentru încălcarea Legii audiovizualului în anii 2009-2012. La 3 aprilie 2013, Curtea de Apel București a respins cererea de anulare a hotărârii CNA privind retragerea licenței de emisie a OTV, decizia putând să fie contestată la instanța supremă. Astfel, televiziunea a fost închisă.

### Șantaj
În 18 decembrie 2013, Dan Diaconescu și Dorel Petru Pârv au fost condamnați la câte trei ani de închisoare cu executare iar Mitruș Ghezea la doi ani și șase luni de închisoare cu executare pentru șantajarea lui Ion Moț, fost primar al comunei arădene Zărand și a omului de afaceri Paul Petru Țârdea. Decizia Judecătoriei Sectorului 1 București a fost contestată. În 4 martie 2015, Curtea de Apel București a hotărât condamnarea definitivă a lui Dan Diaconescu la cinci ani și șase luni de închisoare cu executare.. Dan Diaconescu a ieșit din închisoare, înainte de termenul stabilit, pe 28 noiembrie 2017. În schimb nu mai are dreptul de a lucra în jurnalism până pe 4 martie 2025.

### Articole biografice
- Averea senzațională a lui Dan Diaconescu, mogulul de garsonieră, 18 septembrie 2010, Evenimentul zilei